# Chang Yani
Chang Yani (昌雅妮S; Xiantao, 7 dicembre 2001) è una tuffatrice cinese, specializzata nel trampolino, vincitrice di una medaglia d'oro olimpica e di quattro medaglie d'oro ai campionati mondiali.

## Palmarès
- Giochi olimpici

Parigi 2024: oro nel sincro 3m e bronzo nel trampolino 3m.
- Mondiali

Budapest 2017: oro nel sincro 3m.
Budapest 2022: oro nel sincro 3m e bronzo nel trampolino 3m.
Fukuoka 2023: oro nel sincro 3m e argento nel trampolino 3m.
Doha 2024: oro nel trampolino 3m e nel sincro 3m.
- Giochi asiatici

Giacarta 2018: oro nel sincro 3m.
- Giochi mondiali militari

Wuhan 2019: oro nella gara a squadre e argento nel trampolino 1m.

### Coppa del Mondo
- Vincitrice della Coppa del Mondo del trampolino 3m nel 2022
- Vincitrice della Coppa del Mondo del sincro 3m nel 2018, nel 2021, nel 2022 e nel 2025